# Campeonato Sudamericano de Béisbol 2018
El Campeonato Sudamericano de Béisbol 2018 fue la XVII versión del torneo organizado por la Confederación Sudamericana de Béisbol (CSB), que se llevó a cabo del 15 al 21 de abril del 2018 en Buenos Aires, Argentina. Solo participaron Argentina, Brasil, Bolivia y Chile. El torneo entregó un cupo a los Panamericanos de 2019 en Lima, Perú.

## Primera ronda
| Posición | Equipo    | Ganados | Perdidos | C. Anotadas | C. Recibidas |
| -------- | --------- | ------- | -------- | ----------- | ------------ |
| 1        | Brasil    | 4       | 1        | 60          | 14           |
| 2        | Argentina | 4       | 1        | 46          | 12           |
| 3        | Chile     | 2       | 3        | 25          | 37           |
| 4        | Bolivia   | 0       | 5        | 6           | 74           |

| Leyenda                      |
| ---------------------------- |
| Avanza al juego por el Oro   |
| Disputan juego por el bronce |

### Resultados
| Juego    | Fecha       | Ganador   | Resultado | Perdedor  |
| -------- | ----------- | --------- | --------- | --------- |
| Juego 1  | 14 de abril | Argentina | 17-0      | Bolivia   |
| Juego 2  | 15 de abril | Argentina | 3-2       | Brasil    |
| Juego 3  | 15 de abril | Chile     | 4-0       | Bolivia   |
| Juego 4  | 16 de abril | Brasil    | 20-1      | Bolivia   |
| Juego 5  | 16 de abril | Argentina | 9-1       | Chile     |
| Juego 6  | 17 de abril | Brasil    | 12-4      | Chile     |
| Juego 7  | 18 de abril | Argentina | 11-1      | Chile     |
| Juego 8  | 18 de abril | Brasil    | 18-0      | Bolivia   |
| Juego 9  | 19 de abril | Brasil    | 8-6       | Argentina |
| Juego 10 | 19 de abril | Chile     | 15-5      | Bolivia   |
| Juego 11 | 20 de abril | Argentina | -         | Bolivia   |
| Juego 12 | 20 de abril | Brasil    | -         | Chile     |

## Finales
| Juego    | Fecha       | Ganador   | Resultado | Perdedor |
| -------- | ----------- | --------- | --------- | -------- |
| Juego 13 | 21 de abril | Chile     | -         | Bolivia  |
| Juego 14 | 21 de abril | Argentina | 7-1       | Brasil   |

| Bandera de Argentina |
| Campeón Argentina    |
| Sexto título         |